# Gymnosoma par
Gymnosoma par är en tvåvingeart som beskrevs av Walker 1849. Gymnosoma par ingår i släktet Gymnosoma och familjen parasitflugor. Inga underarter finns listade i Catalogue of Life.